# Pinterville
Pinterville est une commune française située dans le département de l'Eure, en région Normandie.

## Géographie

### Localisation
Pinterville est située à environ 3 km au sud de Louviers.
|                  | Louviers    |               |
| La Haye-le-Comte | Pinterville | Heudebouville |
|                  | Acquigny    |               |

### Hydrographie
La commune est située dans le bassin Seine-Normandie. Elle est drainée par l'Eure, le fossé 01 de la Vallée de la Porte Blanche et un autre petit cours d'eau,.
L'Eure, un canal, chenal et cours d'eau naturel non navigable d'une longueur de 229 km, prend sa source dans la commune de Longny les Villages et se jette  dans la Seine à Saint-Pierre-lès-Elbeuf, après avoir traversé 91 communes.Les caractéristiques hydrologiques de l'Eure sont données par la station hydrologique située sur la commune de Louviers. Le débit moyen mensuel est de 24,6 m3/s. Le débit moyen journalier maximum est de 135 m3/s, atteint lors de la crue du 29 mars 2001. Le débit instantané maximal est quant à lui de 137 m3/s, atteint le même jour.

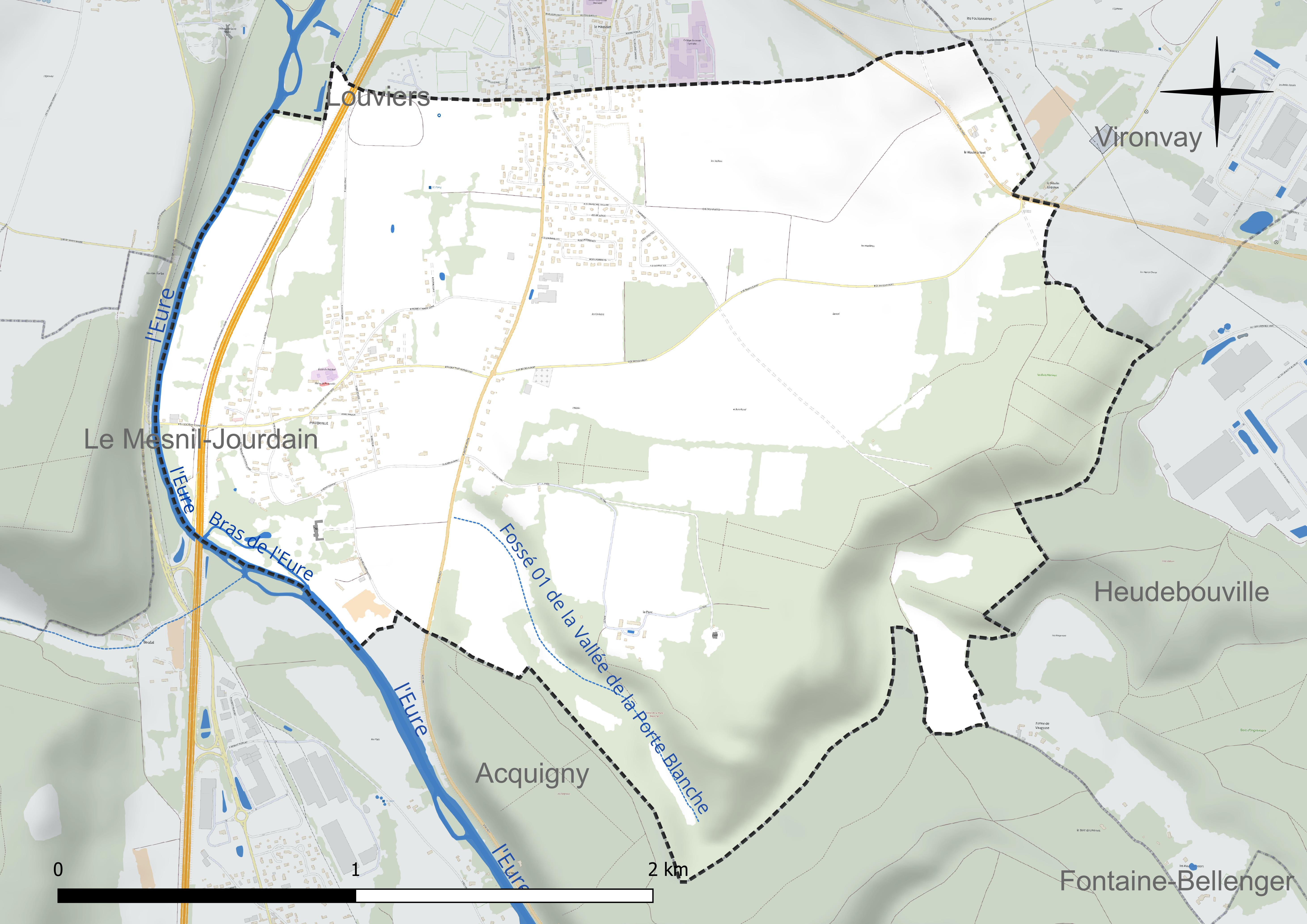
Réseau hydrographique de Pinterville.

### Climat
Pour des articles plus généraux, voir Climat de la Normandie et Climat de l'Eure.
En 2010, le climat de la commune est de type climat océanique dégradé des plaines du Centre et du Nord, selon une étude du CNRS s'appuyant sur une série de données couvrant la période 1971-2000. En 2020, Météo-France publie une typologie des climats de la France métropolitaine dans laquelle la commune est exposée à un climat océanique et est dans la région climatique  Côtes de la Manche orientale, caractérisée par un faible ensoleillement (1 550 h/an) ; forte humidité de l’air (plus de 20 h/jour avec humidité relative > 80 % en hiver), vents forts fréquents. Parallèlement le GIEC normand, un groupe régional d’experts sur le climat, différencie quant à lui, dans une étude de 2020, trois grands types de climats pour la région Normandie, nuancés à une échelle plus fine par les facteurs géographiques locaux. La commune est, selon ce zonage, exposée à un « climat des plateaux abrités », correspondant aux plaines agricoles de l’Eure, avec une pluviométrie beaucoup plus faible que dans la plaine de Caen en raison du double effet d’abri provoqué par les collines du Bocage normand et par celles qui s’étendent sur un axe du Pays d'Auge au Perche.
Pour la période 1971-2000, la température annuelle moyenne est de 11,1 °C, avec  une amplitude thermique annuelle de 14,6 °C. Le cumul annuel moyen de précipitations est de 711 mm, avec 11,6 jours de précipitations en janvier et 7,7 jours en juillet. Pour la période 1991-2020, la température moyenne annuelle observée sur la station météorologique la plus proche, située sur la commune de Louviers à 3 km à vol d'oiseau, est de 11,8 °C et le cumul annuel moyen de précipitations est de 719,5 mm,. Pour l'avenir, les paramètres climatiques de la commune estimés pour 2050 selon différents scénarios d’émission de gaz à effet de serre sont consultables sur un site dédié publié par Météo-France en novembre 2022.

## Urbanisme

### Typologie
Au 1er janvier 2024, Pinterville est catégorisée ceinture urbaine, selon la nouvelle grille communale de densité à 7 niveaux définie par l'Insee en 2022.
Elle appartient à l'unité urbaine de Louviers, une agglomération intra-départementale dont elle est une commune de la banlieue,. Par ailleurs la commune fait partie de l'aire d'attraction de Louviers, dont elle est une commune de la couronne,. Cette aire, qui regroupe 44 communes, est catégorisée dans les aires de 50 000 à moins de 200 000 habitants,.

### Occupation des sols
L'occupation des sols de la commune, telle qu'elle ressort de la base de données européenne d’occupation biophysique des sols Corine Land Cover (CLC), est marquée par l'importance des territoires agricoles (60,5 % en 2018), en diminution par rapport à 1990 (67,6 %). La répartition détaillée en 2018 est la suivante : 
terres arables (41,2 %), forêts (28,3 %), prairies (15,1 %), zones urbanisées (11,2 %), zones agricoles hétérogènes (4,2 %). L'évolution de l’occupation des sols de la commune et de ses infrastructures peut être observée sur les différentes représentations cartographiques du territoire : la carte de Cassini (XVIIIe siècle), la carte d'état-major (1820-1866) et les cartes ou photos aériennes de l'IGN pour la période actuelle (1950 à aujourd'hui).

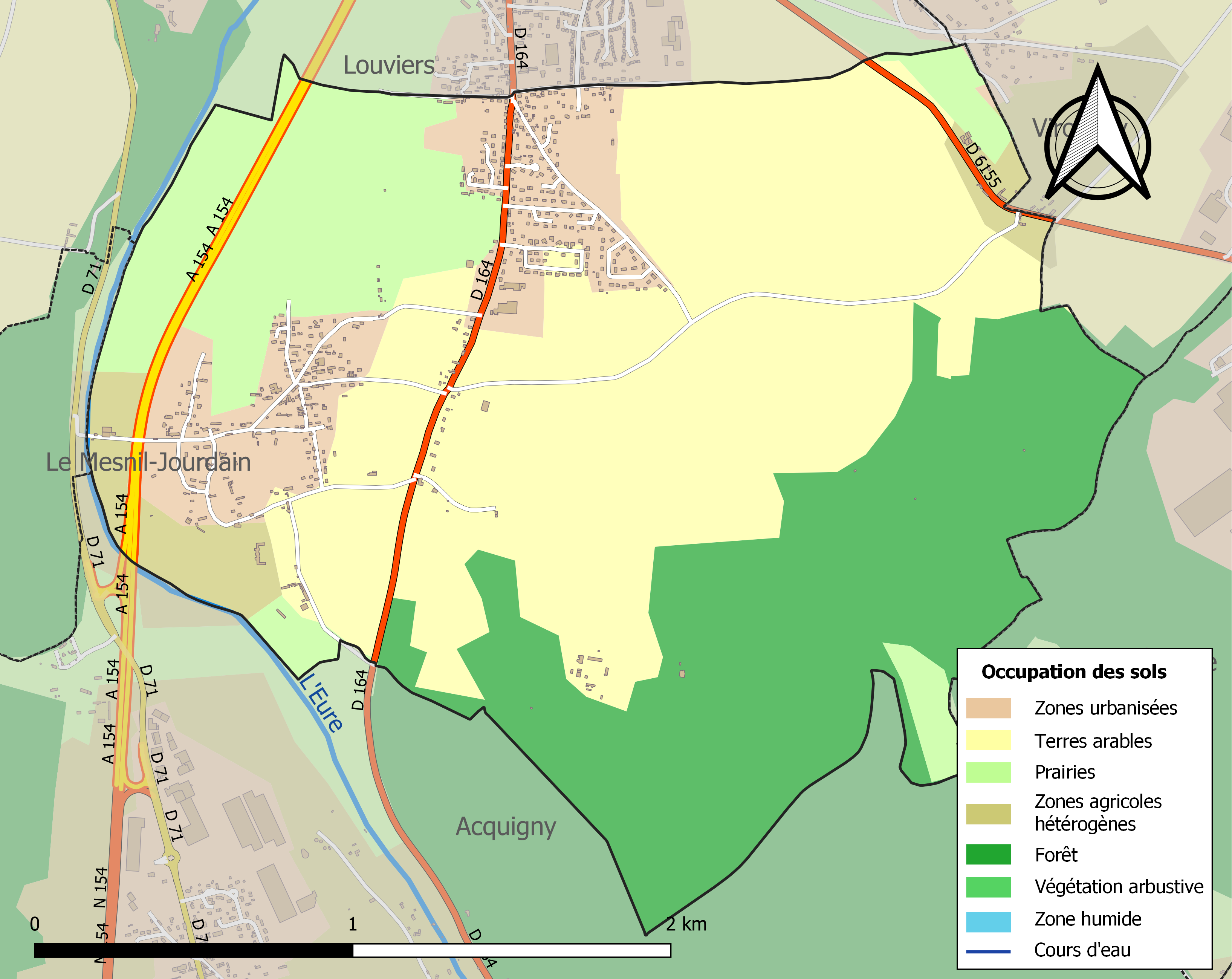
Carte des infrastructures et de l'occupation des sols de la commune en 2018 (CLC).

## Toponymie
Le nom de la localité est attesté sous les formes Pintarvilla en 1204, Pintervilla en 1206 (cartulaire de Saint-Taurin), Pintarville en 1223 (reg. Philippe Auguste), Pintarvilla en 1260 (cartulaire de Philippe d'Alençon et cartulaire des Emmurées).

## Histoire
En 1248, Saint Louis donne au neveu de l'évêque d’Évreux Jean de La Cour d'Aubergenville, Guillaume d'Aubergenville, le manoir et la terre de Pinterville.

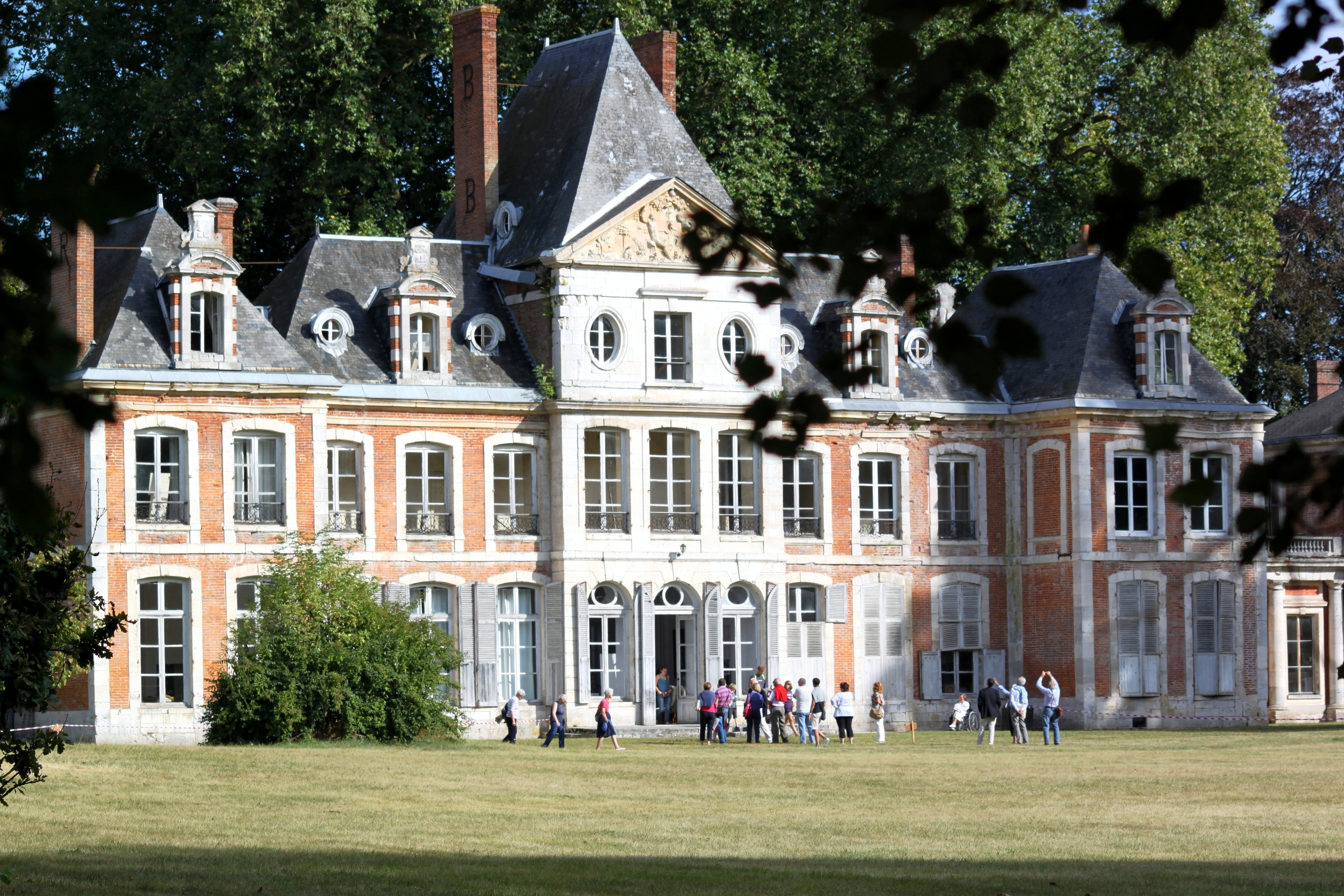
Le château de Pinterville.

En février 1260, Pierre de Meulan, fils de Roger et échanson du roi saint Louis, vend la terre de Pinterville, provenant de sa femme Ligarde, à l'archevêque de Rouen Eudes Rigaud, pour 3 200 livres tournois.
  
Le manoir devint la résidence des archevêques de Rouen, et, en 1304, s'y réunit le concile provincial de la Normandie, à la demande de Guillaume de Flavacourt, qui était composé de l'évêque d'Avranches Geoffroi Boucher, l'évêque d’Évreux Mathieu des Essarts, et l'évêque de Séez Philippe le Boulenger.

En 1695, Suzanne le Page apporte Pinterville dans la famille Boisguilbert, où en 1680 Pierre Le Pesant de Boisguilbert construit un château sur le manoir.

Ce château fut habité par Jacques-Henri Bernardin de Saint-Pierre.

## Politique et administration
| Période                                  | Période   | Identité       | Étiquette | Qualité                    |
| ---------------------------------------- | --------- | -------------- | --------- | -------------------------- |
| Les données manquantes sont à compléter. |           |                |           |                            |
| avant 1904                               |           | Dagommer       |           |                            |
| Les données manquantes sont à compléter. |           |                |           |                            |
|                                          | mars 1976 | Roger Lecoutre |           |                            |
| mars 1989                                | En cours  | Didier Dagomet | EXG       | Retraité de l'enseignement |

## Démographie
L'évolution du nombre d'habitants est connue à travers les recensements de la population effectués dans la commune depuis 1793. Pour les communes de moins de 10 000 habitants, une enquête de recensement portant sur toute la population est réalisée tous les cinq ans, les populations de référence des années intermédiaires étant quant à elles estimées par interpolation ou extrapolation. Pour la commune, le premier recensement exhaustif entrant dans le cadre du nouveau dispositif a été réalisé en 2005.

En 2022, la commune comptait 805 habitants, en évolution de +6,34 % par rapport à 2016 (Eure : −0,25 %, France hors Mayotte : +2,11 %).
| 1793 | 1800 | 1806 | 1821 | 1831 | 1836 | 1841 | 1846 | 1851 |
| ---- | ---- | ---- | ---- | ---- | ---- | ---- | ---- | ---- |
| 326  | 350  | 303  | 464  | 464  | 483  | 452  | 407  | 438  |

| 1856 | 1861 | 1866 | 1872 | 1876 | 1881 | 1886 | 1891 | 1896 |
| ---- | ---- | ---- | ---- | ---- | ---- | ---- | ---- | ---- |
| 422  | 435  | 414  | 412  | 415  | 415  | 397  | 366  | 372  |

| 1901 | 1906 | 1911 | 1921 | 1926 | 1931 | 1936 | 1946 | 1954 |
| ---- | ---- | ---- | ---- | ---- | ---- | ---- | ---- | ---- |
| 337  | 388  | 366  | 388  | 345  | 326  | 329  | 272  | 314  |

| 1962 | 1968 | 1975 | 1982 | 1990 | 1999 | 2005 | 2006 | 2010 |
| ---- | ---- | ---- | ---- | ---- | ---- | ---- | ---- | ---- |
| 388  | 419  | 494  | 516  | 835  | 757  | 852  | 850  | 775  |

| 2015 | 2020 | 2022 | - | - | - | - | - | - |
| ---- | ---- | ---- | - | - | - | - | - | - |
| 760  | 767  | 805  | - | - | - | - | - | - |

## Culture locale et patrimoine

### Lieux et monuments
- Allée sépulcrale du Néolithique, au fond de la vallée de la Porte Blanche, classée au titre des monuments historiques depuis 1947[30],[31].
- Domaine du château de Pinterville des XVIIe, XVIIIe et XIXe siècles. Situé dans un parc arboré, le château est construit en briques et pierres, à l'emplacement d'un ancien manoir du XIIIe siècle. Son corps principal est bâti par Pierre Le Pesant de Boisguilbert, en 1680. Au XVIIIe siècle, ses descendants ajoutent galeries, pavillons d'angle et ailes, alors que le pavillon central est rehaussé en 1840. Le domaine est inscrit en 2015 au titre des monuments historiques[32],[33].
- Église de la Sainte-Trinité, des Xe, XVe et XVIe siècles, et sa sacristie construite au XVIIIe siècle,  Inscrit MH (1927)[34]. Le diocèse catholique d'Évreux en est l'affectataire par l'intermédiaire de la paroisse "Père Laval - Louviers - Boucle de Seine" qui dessert cette église. Les autels proviennent de l'église Saint-Louis de Rouen.
- Presbytère du XVIIIe siècle, jouxtant l'église, recensé à l'inventaire général du patrimoine culturel[35].

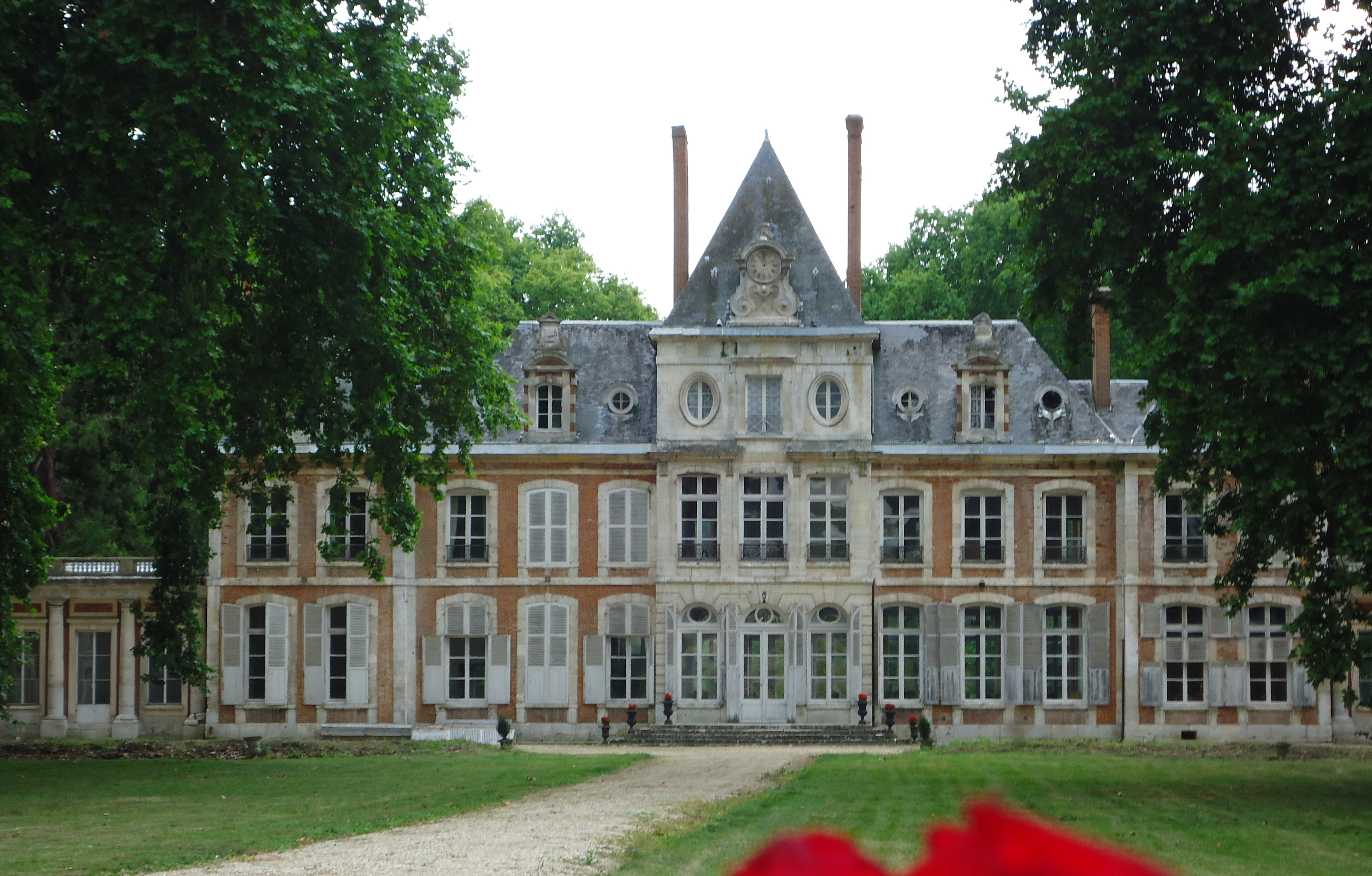
Le château, Inscrit MH (2015).
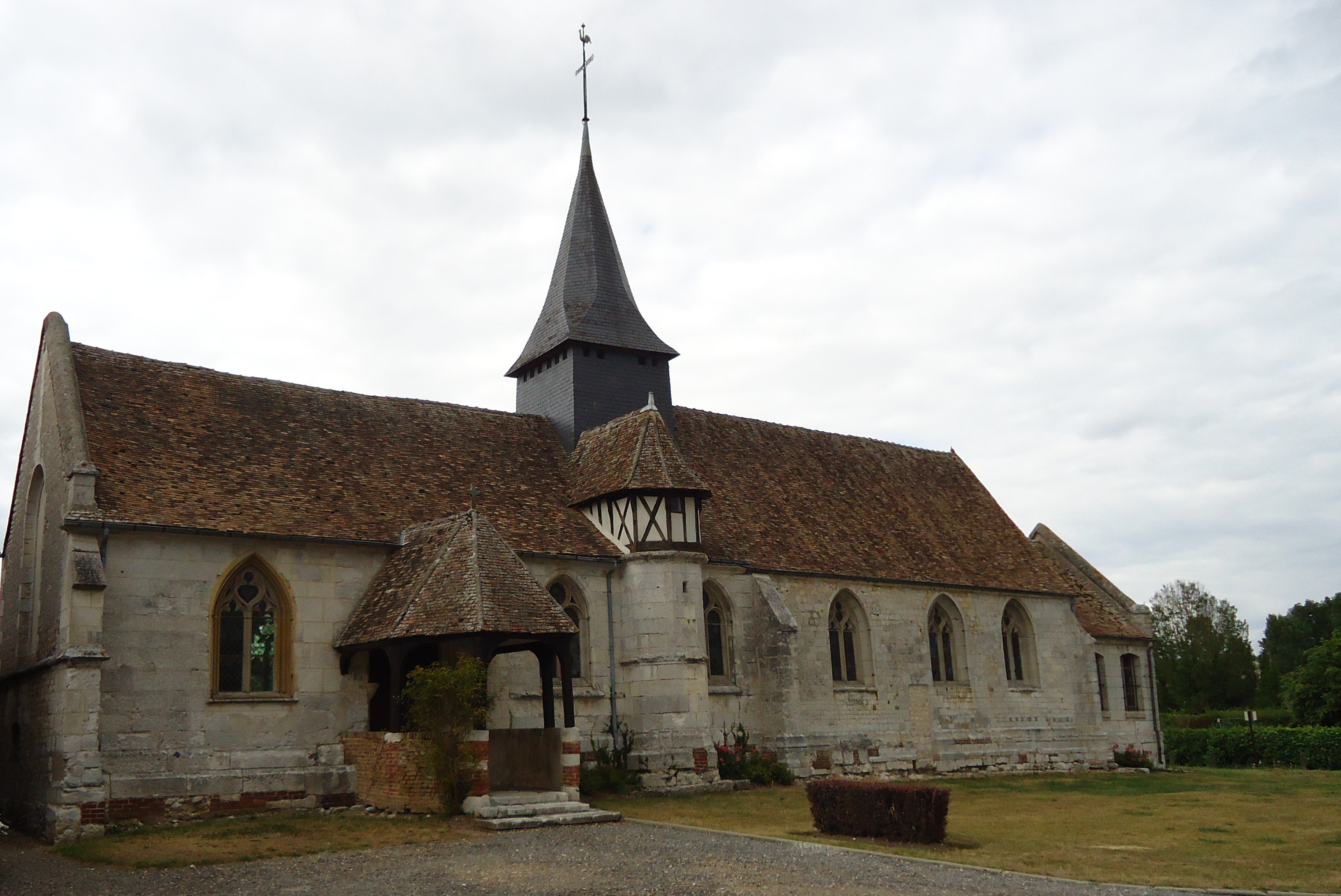
L'église de la Sainte-Trinité.

### Personnalités liées à la commune

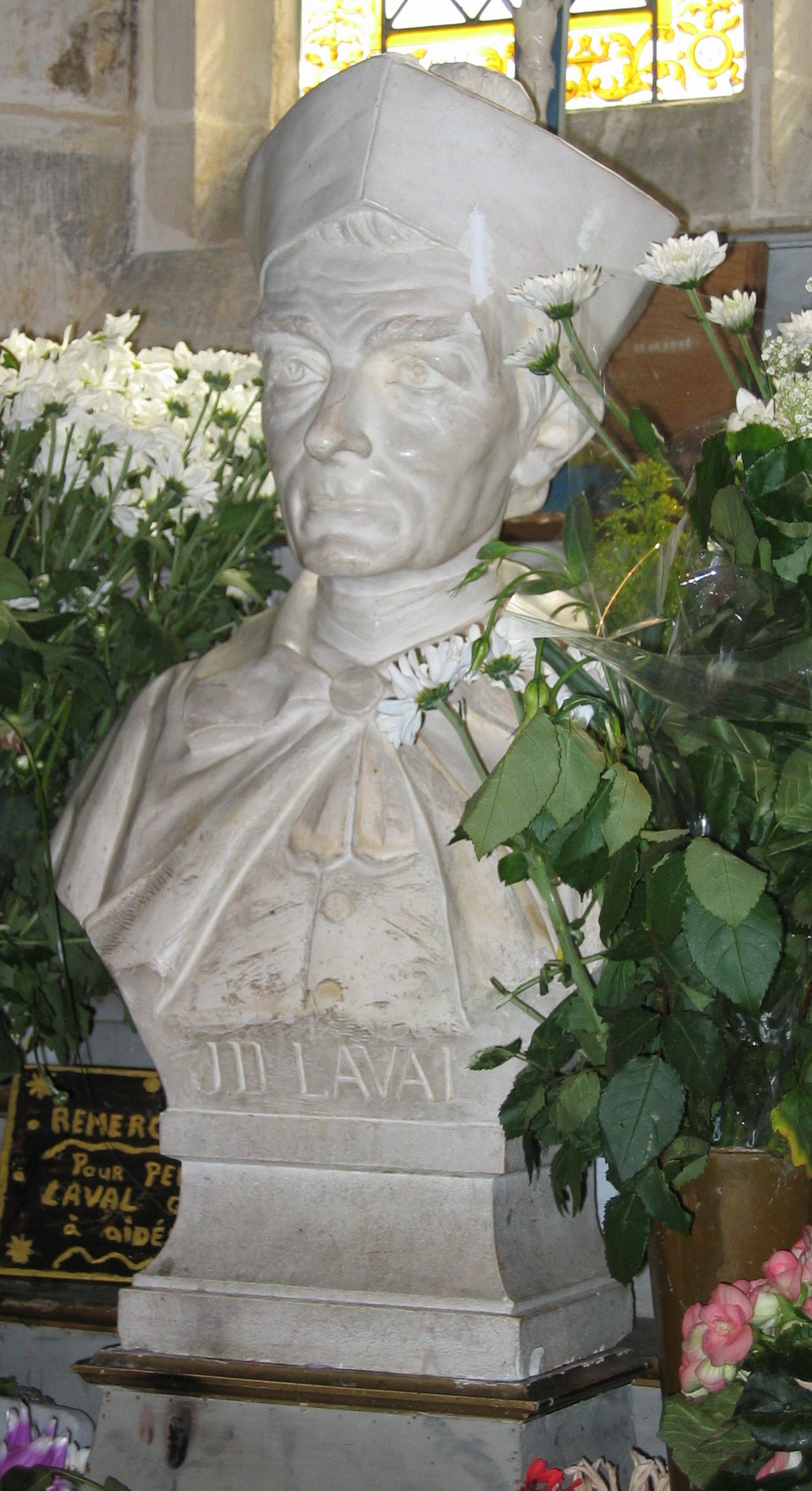
Buste du Père Laval dans l'église de Pinterville.

- Aymery Guénaud, archevêque de Rouen (1338-1342) meurt au manoir archiépiscopal le 17 janvier 1342.
- Pendant deux ans, de février 1839 à la fin février 1841, le Père Jacques-Désiré Laval fut curé de cette paroisse. C'est en effet le 19 février qu'il fit ses adieux à ses paroissiens et son dernier acte de baptême signé de sa main est daté du 23 du même mois.
- Bernardin de Saint-Pierre (1737-1814), écrivain, auteur de Paul et Virginie, résida au château.
- Darryl F. Zanuck tourna à Pinterville des scènes du film Le Jour le plus long.
- Albert de Franqueville (16 octobre 1814- 5 août 1891), pyrénéiste et botaniste français né à Pinterville.
- Prosper Josse (1874-1953), homme politique né à Pinterville.